# George Douglas (martyr)
Pour les articles homonymes, voir George Douglas.
George Douglas, né à Edinburgh en Écosse et mort à York le 9 septembre 1587 est un instituteur écossais devenu prêtre, arrêté et exécuté sous le règne d'Elizabeth Ire. 

## Biographie
Né dans une famille écossaise passée à la réforme, il grandit protestant. Au milieu des années 1550, dans des circonstances inconnues - probablement à la suite de la rencontre d'un prêtre catholique, il décide de se faire catholique et envisage de devenir prêtre. Il quitte l'Écosse en 1556 pour la France où il rejoint un des collèges anglais du continent pour sa formation théologique. Autour des années 1562 il retourne en Écosse en pleine guerre de religion. Il y exerce le métier d'instituteur. Il est le professeur particulier des enfants de différentes familles restées fidèles au catholicisme. Il est arrêté une première fois en 1571 et envoyé à Londres pour être jugé. Il est maintenu en prison avant d'être relâché et vraisemblablement expulsé vers le continent puisqu'on le retrouve en Flandres où il continue son métier d'instituteur. Il est finalement ordonné prêtre à Paris en 1574.
En 1584 il demande à retourner en mission sur sa terre natale. Il passe en Angleterre non sans difficultés. Il n'a ni passeport ni papiers d'identité. Il est arrêté à Northampton près d'Oxford. Il avoue être un prêtre catholique en route vers l'Écosse. En 1585 il est emmené à York pour y être jugé. Après un procès dont les conclusions sont connues d'avance il est condamné à mort et exécuté selon le supplice réservé aux traîtres à savoir pendaison, éviscération et écartèlement.

## Vénération
Déclaré bienheureux par Jean-Paul II en 1987 George Douglas est l'un des quatre-vingt-cinq martyrs d'Angleterre et de Galles béatifiés par ce dernier et vénéré par l'Église catholique le 9 septembre.